# Йоки, Фрэнсис Паркер
Фрэ́нсис Па́ркер Йо́ки (англ. Francis Parker Yockey, 18 сентября 1917, Чикаго — 16 июня 1960, Сан-Франциско) — американский неонацист, писавший под псевдонимами Улик Варандж (Ulick Varange) и Фрэнк Хили. Автор книги «Империя: философия истории и политики» (1948). В конце 1950-х годов утверждал, что Холокост является «мифом», и документы о нём фабриковались «исказителями культуры».

## Биография
Йоки родился 18 сентября 1917 года в Чикаго в обеспеченной семье ирландского и немецкого происхождения, которая принадлежала к верхнему среднему классу. Он вырос в Ладингтоне, штат Мичиган, учился в Школе дипломатической службы при Джорджтаунском и Северо-Западном университетах. В 1941 году Йоки окончил юридический факультет Университета Нотр-Дам, штат Индиана.
В конце 1930-х годы Йоки присоединился к нескольким внутренним прогерманским и фашистским группам. Он выступил на собрании «Серебряных рубашек» Уильяма Дадли Пелли в 1939 году, и Де Лафайет Уошберн посоветовала ему возглавить Партию национальной свободы. Во время службы в армии США в 1942—1943 годах Йоки поддерживал контакты с «Серебряных рубашек» и подозревался в симпатиях к нацистам. Он ушёл в самоволку из лагеря в Джорджии в ноябре 1942 года и предпринял миссию нацистской разведки в Техасе и Мехико. Впоследствии он получил медицинскую выписку, симулировав психическое заболевание. После назначения в Детройте в 1944—1945 годах Йоки в 1946—1947 годах одиннадцать месяцев работал в рамках трибунала по военным преступлениям в Германии, выступал в качестве помощника прокурора союзников на «второй очереди» судебных процессов над военными преступниками в Висбадене. После пяти месяцев в США он поселился в гостинице в Бриттас-Бэй, Ирландия, чтобы написать свою политическую работу на шестьсот страниц под названием «Империя».
После установления контакта с национал-большевистским неонацистским кружком под руководством Альфреда Франке-Грикша в Германии Йоки отправился в Лондон, чтобы повлиять на английских мослиевцев в этом нейтралистском, антиамериканском направлении. Здесь Йоки основал антисемитский «Европейский фронт освобождения» в 1949 году и опубликовал «Лондонскую прокламацию» в качестве его манифеста. После ссоры с Освальдом Мосли Йоки отправился в путешествие по Европе.
В конце 1940-х годов Йоки организовал сеть правовой защиты Рудольфа Ашенауэра. В октябре 1951 года Йоки посетил международную фашистскую конференцию в Неаполе; в следующем месяце он и итальянский неофашист Эгидо Боски посетили лидера канадских фашистов Адриана Аркана в Монреале. Йоки провел часть 1953 года, занимаясь антисемитской пропагандой в Каире, имея связи с Отто Скорцени, бывшим оберштурмбаннфюрером СС, а в то время военным советником египетского правительства.
Близким союзником Йоки в Нью-Йорке был Фредерик Чарльз Вайс, который также участвовал в NRP. С начала 1950-х годов и до своего самоубийства в заключении ФБР в 1960 году Йоки был активным неофашистским деятелем в Европе и Соединённых Штатах. Он установил тесные связи с рядом ультраправых групп и придерживался позитивной позиции по отношению к СССР и антиамериканских и антисионистских убеждений.

## Идеи
Был увлечён европейскими традициями, поскольку его родители жили в Париже до Первой мировой войны. В связи с этим он чувствовал отвращение к «посредственности» американской культуры и демократии. На раннем этапе он попал под влияние Освальда Шпенглера, чей труд «Закат Европы» (1918—1922) стремился объяснить рост и упадок цивилизаций в соответствии с «органическими принципами». С должности помощника прокурора в рамках трибунала по военным преступлениям в Германии Йоки ушёл в отставку с отвращением к тому, что он считал «лицемерием союзников». Находясь в Ирландии, он написал свою главную книгу «Империя» (1948), объёмный труд о западном наследии и судьбе с позиции Шпенглера.
В наибольшей степени на Йоки повлияли морфология Освальда Шпенглера, понятие политического Карла Шмитта, расовая концепция Хьюстона Чемберлена, геополитические идеи Карла Хаусхофера. В противоположность успокаивающим идеям о государстве всеобщего благоденствия Йоки описывал «деградацию» Европы и Америки.
В 1949 году Йоки опубликовал «Лондонскую прокламацию», манифест его «Европейского фронта освобождения», который противопоставлял Вашингтон и Тель-Авив идее общеевропейского фашистского порядка. Соединив антисемитизм с антиамериканизмом, Йоки определил Соединённые Штаты, а не Россию, как главного врага Европы. Таким путём Йоки хотел организовать партизан против оккупационных сил союзников в Германии и предпринять прямые действия против американских баз в Англии.

## Влияние
К моменту своей смерти имя Йоки стало широко известно международных нацистских кругах. Йоки существенно повлиял на ранние послевоенные неонацистские сети. В 1949 году в круг мослиевцев Йоки входили Гай Чешам, Питер Хаксли-Блайт и баронесса фон Пфлугль, которые финансировали издание «Империи».
Йоки, выступавший за более позитивное отношение к СССР и против Соединённых Штатов и «мирового еврейства», оказал влияние на Джеймса Мадоле, который в течение 1950-х годов руководил «Партией национального возрождения» (NRP) в соответствии новым направлениям фашистского развития, включая позицию «третьего пути», отвергающую как капитализм, так и коммунизм. Отвергнув прежнюю праворадикальную позицию антисемитизма и антикоммунизма, NRP изменила своё отношение к Советскому Союзу. Мадоле согласился с мнением Вайса и Йоки, что Советский Союз к 1939 году ликвидировал первоначальное «еврейско-большевистское» руководство революцией в пользу сталинизма, который представлялся им ярко выраженной националистической формой социализма. Идеи Йоки, Вайса и Мадоле сильно расходилась с традиционной для американской ультраправой среды позицией поддержки Холодной войны и борьбы с мировым коммунизмом.
Идеи Йоки повлияли на Дэвид Мьятта, который изложил своё «пророчество» об Империуме в книге «Виндекс: судьба Запада» (1984), опубликованной Джорджем Дитцем в журнале «Колокол Свободы».

## Публикации
- Imperium. The philosophy of history and politics. By Ulick Varange. 1948[1].
  - Yockey Francis Parker. Chaos oder Imperium? Das Abendland zwischen Untergang und Neubeginn. Tubingen. 1976[1].
  - Yockey, Francis Parker (2013) Imperium, London: Abergele: The Palingenesis Project (Wermod and Wermod) ISBN 978-0-9561835-7-6
- Yockey, Francis Parker (2012) The Proclamation of London. Shamley Green:The Palingenesis Project ISBN 978-0-9561835-9-0
- Yockey, Francis Parker and Oliver, Revilo P.[англ.] The Enemy of Europe by Francis Parker Yockey and ISBN 0-942094-00-X